# Podea

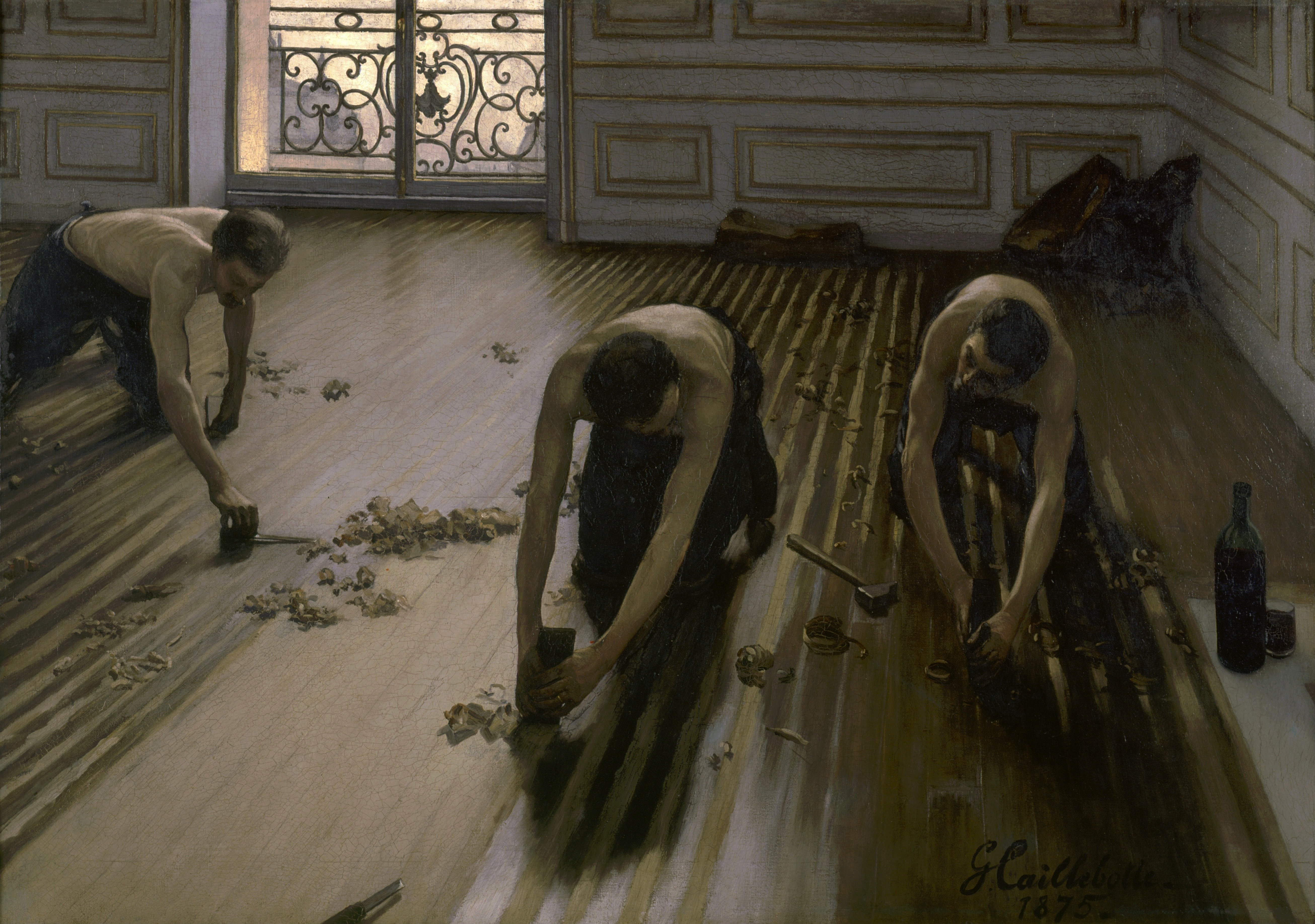
pictură de Gustave Caillebotte (1875)

În arhitectură, podeaua, cunoscută și sub denumirile mai puțin comune de pardoseală sau dușumea, reprezintă învelișul ce acoperă planșeul unei încăperi. Podeaua poate fi confecționată dintr-o varietate de materiale, cum ar fi din scândură, din piatră, cărămidă, etc. 